# Kryptopterus
Kryptopterus (Криптоптерус) — рід риб з родини Сомові ряду сомоподібних. Має 19 видів. Інша назва «азійський скляний сом». Назва походить від давньогрецького слова κρυπτός, (прихований) та πτέρυξ (плавець). Це пов'язано зі зменшеним або навіть повністю відсутнім спинним плавцем у цих сомів.

## Опис
Загальна довжина представників цього роду коливається від 6 до 35 см. Голова помірно велика, становить 20 % загальної довжини. Морда коротка. На верхній щелепі розташовано декілька довгих висів. Рот не доходить до очей. Зубрових пучків — 12-14. Тулуб витягнутий, звужується до хвоста. Спинний плавець має 1-2 променів, чи зовсім відсутній. Грудні плавці дуже широкі. Черевні плавці мають 4-8 променів. Хвостовий плавець роздвоєно.

## Спосіб життя
Є пелагічними рибами. Ведуть денний (дрібні види) або нічний (великі) спосіб життя, вдень ховаючись у заростях рослинності. Соми воліють триматися весь час на відкритих ділянках. Рослинністю як укриттями користуються під час переляку.
Населяють різні біотопи: зустрічаються в кислих темних водах з великою кількістю плаваючих рослин, великі притоки з каламутною водою і помірним перебігом, невеликі річки передгірних районів, з прозорою водою і сильною течією. Багато видів заходять для розмноження в затоплені заплавні ділянки лісу. Це зграйна риба. Кількість особин в зграї можуть налічувати до 100 особин. Великі види живляться рибою і креветками, дрібні — зоопланктоном.

## Акваріум
Для сомів даного роду природні акваріуми бувають двох типів. Перший тип включає в себе невеликий, упереміж із середнім, пісок. Із декорацій підійдуть камені середнього розміру неправильної форми і гіллясті корчі. В одному з кутів можна закріпити пучок звисаючих в воду тонких гілок. Рослини висаджують уздовж задньої стінки.
Сусідами можуть стати будь-які мирні риби. Для великих, непрозорих сомів ємності потрібні побільше — від 200 літрів. На дно насипають дрібний пісок сірого кольору. Із декорацій використовують великі камені і корчі. Рослинами засаджують 40 % площі дна. Містять сомів групою від 3 (великі) до 10 особин (дрібні види). Сусідами можуть стати будь-які мирні риби відповідного розміру. Великі види роду дрібніших риб можуть з'їсти. Годують живим кормом відповідного розміру (заморожуванням). Без проблем переходять на замінники живого — фарш з морепродуктів. З технічних засобів знадобиться внутрішній фільтр середньої потужності для створення помірної течії, компресор. Температура утримання становить 22-26 °C.

## Розповсюдження
Живуть у Південно-Східній Азії: Таїланді, Малайзії та Індонезії.

## Види
- Kryptopterus baramensis Ng, 2002
- Kryptopterus bicirrhis Valenciennes, 1840)
- Kryptopterus cheveyi Durand, 1940
- Kryptopterus cryptopterus Bleeker, 1851)
- Kryptopterus dissitus Ng, 2001 (англ. Indochinese sheatfish)
- Kryptopterus geminus Ng, 2003
- Kryptopterus hesperius Ng, 2002 (англ. Maeklong sheatfish)
- Kryptopterus lais Bleeker, 1851
- Kryptopterus limpok Bleeker, 1852 (англ. Long-barbel sheatfish)
- Kryptopterus lumholtzi Rendahl, 1922
- Kryptopterus macrocephalus Bleeker, 1858 (англ. Striped glass catfish)
- Kryptopterus minor Roberts, 1989
- Kryptopterus mononema Bleeker, 1846)
- Kryptopterus palembangensis Bleeker, 1852)
- Kryptopterus paraschilbeides Ng, 2003
- Kryptopterus piperatus Ng, Wirjoatmodjo & Hadiaty, 2004
- Kryptopterus sabanus Inger & Chin, 1959
- Kryptopterus schilbeides Bleeker, 1858)
- Kryptopterus vitreolus Ng & Kottelat, 2013